# مركز الفلك
مركز علم الفلك ، والمعروف أيضا باسم مركز علم فلك الهواة، هو مرصد فلكي يقع في شمال انجلترا يديره علماء فلك هواة من ذوي الخبرة ومفتوح للجمهور في أوقات معينة. يوجد حاليا في المركز تلسكوب بصري (30 بوصة) قيد الاستخدام بشكل منتظم متوضع على حامل مستوحى من تصاميم جون دوبسون. وهو أكبر مقراب في المركز.

## تاريخ
تأسس مرصد مركز علم الفلك في عام 1982  من قبل بيتر درو، ليندا سيمونيان و روب ميلر في موقع مصنع مهجور  في سلسلة بينينس الجبلية ، يوفر المركز فرصا لأعضائها والمدارس ومجموعات المجتمع المحلي والجمهور العام  لمراقبة وتصوير الظواهر الفلكية في مجموعة أطوال موجية خلال ساعات النهار والليل.
في وقت نصميم المركز، كان الوصول إلى المعدات والخبرات غير متاح لكثير من علماء الفلك الهواة في المملكة المتحدة، ومن شأن مركز وطني أن يوفر نقطة محورية لا تقدر بثمن.